# مدخل الهیات

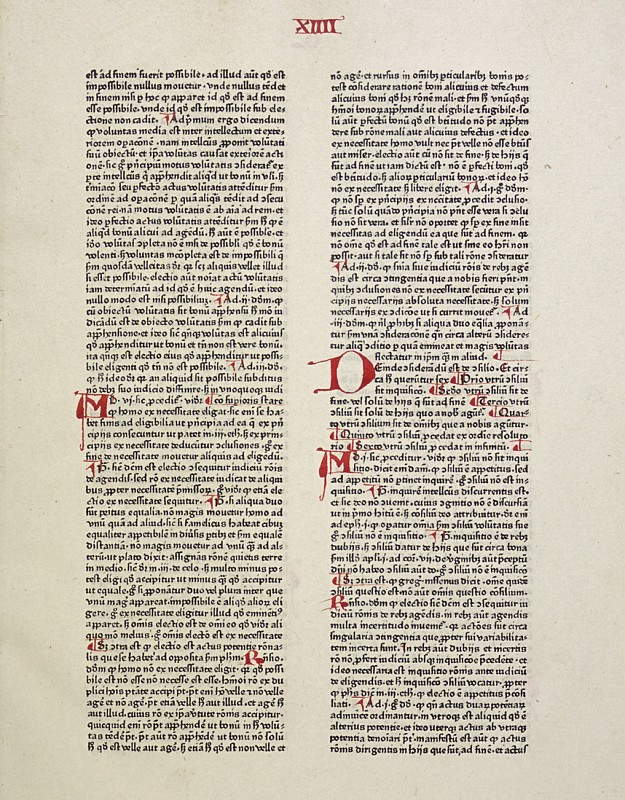
مدخل الهیات

مدخل الهیات، (به انگلیسی: Summa Theologica)  شناخته‌شده‌ترین کتاب توماس آکویناس است. این کتاب هر چند ناتمام است ولی یک کتاب کلاسیک تاریخ فلسفه و از پرنفوذترین کتاب‌ها در ادبیات فلسفی غرب بوده و به زبان لاتین نگاشته‌شده‌است.
در سراسر این کتاب، آکویناس به متن‌های مقدس، ارسطو، آگوستین، و دیگر دانشمندان یهود، یونانی، رومی، مسیحی و مسلمان ارجاع می‌دهد.
این کتاب دارای سه فصل اصلی است و هریک از این فصل‌ها درباره یک زیربخش الهیات مسیحی است.